# Esa Palosaari
Esa "Eski" Palosaari är en finländsk sångare och trummis, som har spelat med några av Finlands största rocklegender och medverkat i grupper som Riff Raff, Stalker och Shooting Gallery. Han har också spelat trummor vid Tavastehus stadsteater. 

## Biografi
Esa Palosaari var med om att grunda heavybandet Riff Raff i Uleåborg, Finland, år 1979. Riff Raff vann en talangtävling, där första priset bestod av ett skivkontrakt. I och med skivan Heavy Metal & Live (1981) blev det det första heavybandet från Uleåborg att ge ut en platta. Den tredje skivan Give the Dead Man Some Water var ett av de tyngsta släppen i landet vid den tiden. Palosaari spelade här trummor. Som kuriosa kan nämnas att bakgrundssången sköttes av Kaija Koo, som senare blev en storstjärna inom schlager-genren. 
Efter den tredje skivan självdog gruppen långsamt och Palosaari hoppade i mitten av 1980-talet över till trumpallen i Brahestadsbandet Stalker (döpt efter Andrej Tarkovskijs film med samma namn). Vid det skedet var bandets storhetstid ändå över och Palosaari blev inte långvarig i Stalker, då storstjärnan Kirka samlade ett rockigare band runt sig och behövde en trumslagare. Efter det fortsatte han spela med en annan legend, gitarristen Albert Järvinen från 70-talsstorheten Hurriganes. 
År 1991 bytte Palosaari till sång, då han grundade bandet JackFlash, med vilket han också spelade in en skiva. Nästa projekt (1994) var Shooting Gallery, Hanoi Rocks-gitarristen Andy McCoys finsk-svenska version av ett band han grundat i Storbritannien. Shooting Gallery blev ett fiasko på grund av McCoys piller- och alkoholmissbruk, och på grund av att Palosaari inte klarade av att sjunga McCoys låtar. 
Under resten av 1990- och 2000-talen har Palosaari främst arbetat sessionstrummis och i olika coverband. År 2007 började han sjunga i den etablerade gruppen Daltons. År 2008 spelade han trummor i en storproduktion om låtskrivaren, författaren och musikproducenten Vexi Salmis liv på Tavastehus stadsteater. Musikföreställningen slog alla teaterns publikrekord. 
Nästa projekt var Dog Days Revolution. Bandet producerade ett album, vars singelsläpp även nådde plats 28 på de finska listorna sommaren 2013. Bandet är fortfarande aktivt och spelar. 
Det nyaste bandet i Skäbä Hard Rock Band. Mer om det senare

## Palosaaris band
- Madness (Uleåborg)
- Riff Raff (Uleåborg)
- Stalker  (Brahestad)
- Kirka & Kids
- JackFlash
- Andy McCoy & Shooting Gallery
- Albert Järvinen Bronx
- Daltons
- Dog Days Revolution (DDR)
- Skäbä Hard Rock Band

## Diskografi
Album i urval, Inspelningar där Palosaari är involverad som spelare eller sångare, kompositör, textförfattare, arrangör
- Heavy Metal & Live (Riff Raff, liveinspelning av konserten i Tammerfors 1979)
- No Law N' Order (Riff Raff, 1980)
- Robot Stud (Riff Raff 1982)
- Give the Dead Man Some Water (Riff Raff, 1983)
- Albert Järvinen Bronx (1989)
- JackFlash (JackFlash, 1991)
- Letut ja Rokka (Ei Siis/OnSiis 1995)
- Project Forever (Petteri Hirvanen 1995)
- Overloaded (Dog Days Revolution 2013)

Single
- Robot Stud / Dead On My Feet (Riff Raff 1982)
- Dreaming / I'll Be Gone (Riff Raff 1983)
- Rock me Honey (Dog Days Revolution 2013)
- Overloaded (Dog Days Revolution 2013)
- Push Push (Dog Days Revolution 2018)
- Get UP! (Veeti & Elastic Family 2021)
- Oman elämänsä iisiraider (Skäbä Hard Rock Band 2023)